# Saint-Pierre-lès-Franqueville
Saint-Pierre-lès-Franqueville ist eine französische Gemeinde mit 41 Einwohnern (Stand 1. Januar 2022) im Département Aisne in der Region Hauts-de-France (vor 2016 Picardie). Sie gehört zum Arrondissement Vervins, zum Kanton Marle und zum Gemeindeverband Thiérache du Centre.

## Geographie
Die Gemeinde Saint-Pierre-lès-Franqueville liegt in einem Seitental des Vilpion im Zentrum der Landschaft Thiérache, sieben Kilometer westsüdwestlich von Vervins und 38 Kilometer östlich von Saint-Quentin. Nachbargemeinden von Saint-Pierre-lès-Franqueville sind Voulpaix im Norden, Gercy im Osten, Saint-Gobert im Süden, Franqueville im Westen sowie Lemé im Nordwesten.

## Bevölkerungsentwicklung
| Jahr                       | 1962 | 1968 | 1975 | 1982 | 1990 | 1999 | 2006 | 2015 | 2022 |
| Einwohner                  | 89   | 91   | 74   | 71   | 52   | 60   | 58   | 54   | 41   |
| Quellen: Cassini und INSEE |      |      |      |      |      |      |      |      |      |

## Sehenswürdigkeiten
- Kirche Saint-Pierre, Monument historique seit 1989[1]
- Ehemaliges öffentliches Waschhaus (Lavoir)

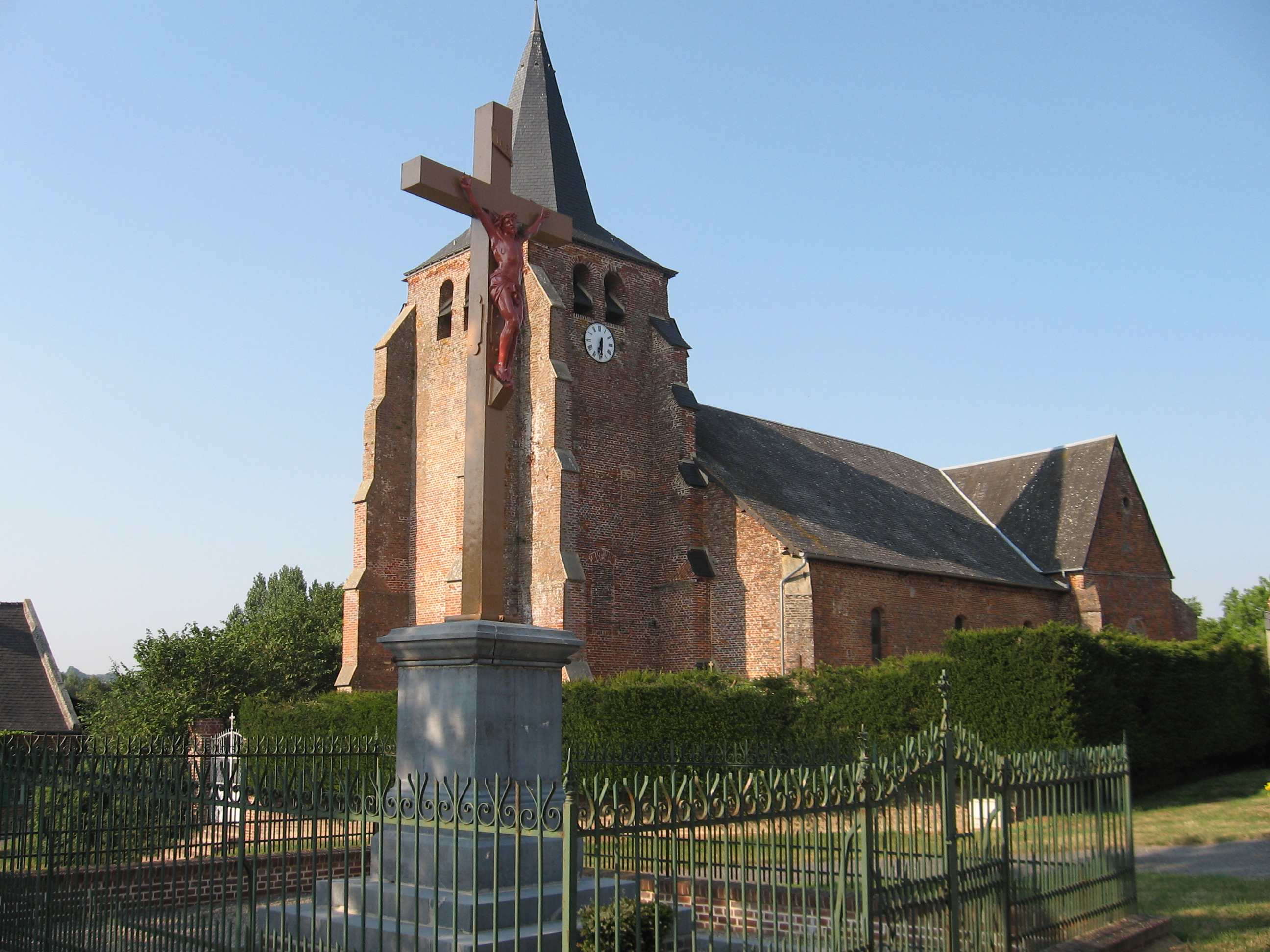
Kirche Saint-Pierre
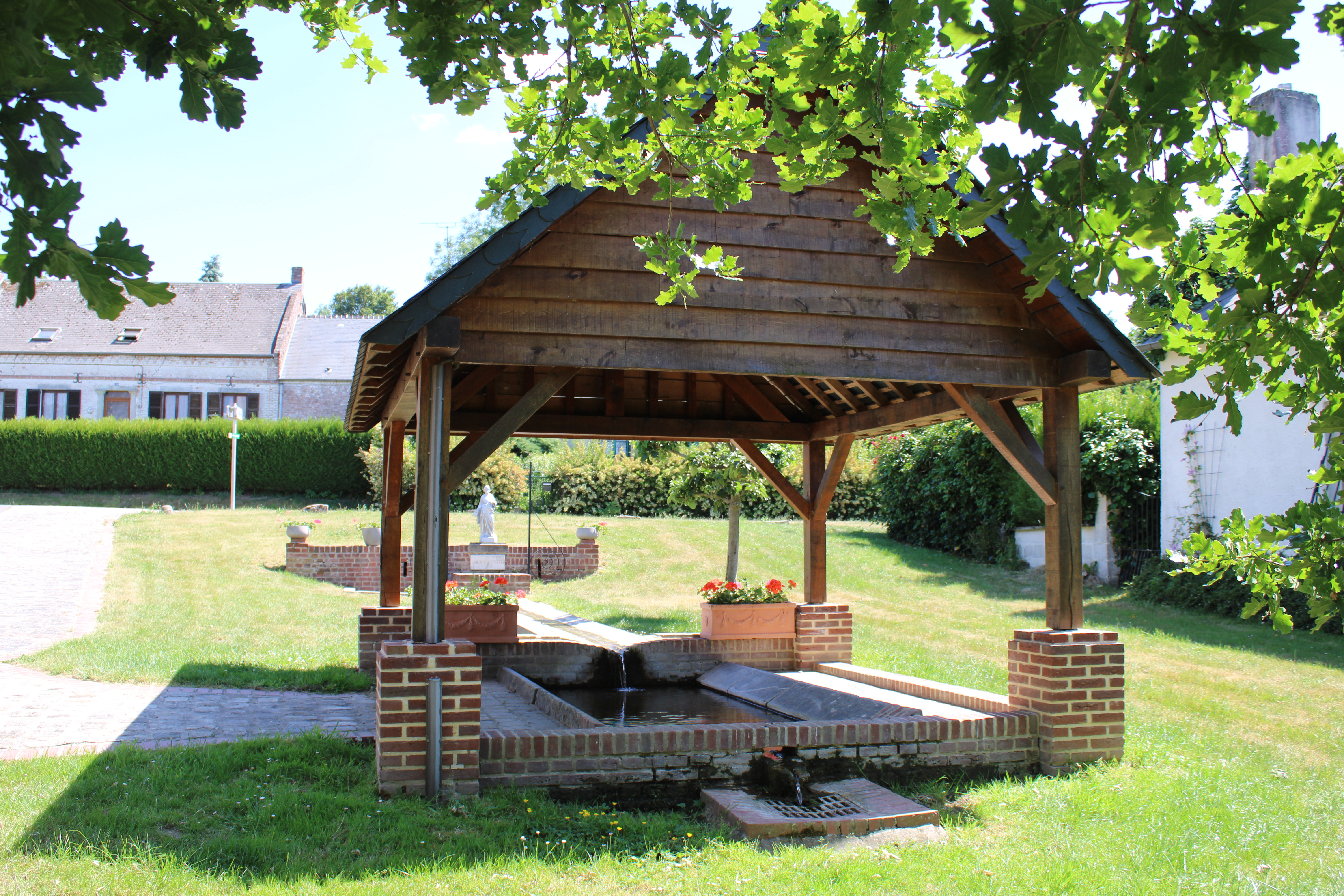
Lavoir
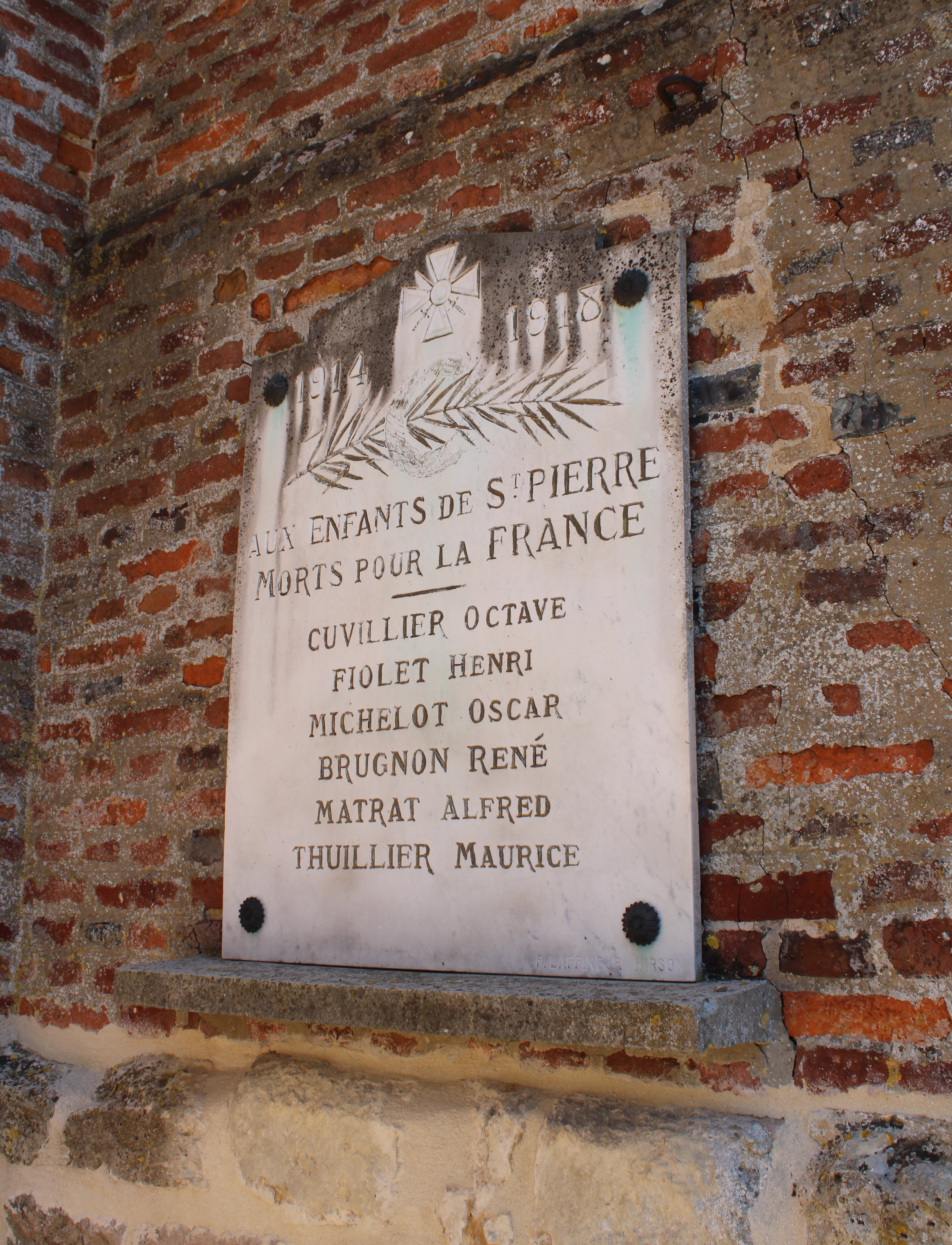
Gefallenendenkmal